# قريوطة نخيل السكر
قريوطة نخيل السكر (الاسم العلمي: Caryota arenga) هو نوع نباتي يتبع جنس القريوطة من فصيلة الفوفلية.